# Philipp Herold
Philipp Herold (* 1991 in Heidelberg) ist ein deutscher Slam-Poet und Autor.

## Biografie
Herold studierte Kulturwissenschaft an der Universität Koblenz und schloss sein Studium mit dem Bachelor of Arts ab.
Gleich bei seiner zweiten Teilnahme an den deutschsprachigen Slam-Meisterschaften errang Herold 2011 im Hamburger Schauspielhaus den zweiten Platz im U20-Wettbewerb. Seither ist er mit seinen lyrischen Texten im gesamten deutschsprachigen Raum unterwegs und gewann zahlreiche Poetry Slams. Gemeinsam mit Tobias Gralke bildet er seit 2014 das Spoken-Word-Team Casino Wetzlar. Bei den deutschsprachigen Slam-Meisterschaften in Stuttgart wurden sie 2016 Vizemeister im Team-Wettbewerb. Im Jahr 2014 wurde er mit dem Martha-Saalfeld-Förderpreis ausgezeichnet. 2018 erschien im Lektora-Verlag, bei dem er 2012 bereits als Herausgeber der Anthologie Tintenfrische in Erscheinung getreten war, sein erstes eigenständiges Werk Alles zu seiner Zeit. Das Buch ist konzipiert wie ein Musik-Album und enthält elf von Herolds Bühnenstücken, sowohl Solo- als auch Teamtexte. 2021 erschien der Nachfolger Alles zu seiner Zwei.
Herold tritt als Moderator verschiedener Kultur- und Literaturveranstaltungen auf. Er führte unter anderem durch die Finals der deutschsprachigen U20-Slam-Wettbewerbe 2012 und 2017 (jeweils in Heidelberg) sowie des Finales der Baden-Württembergischen Landesmeisterschaften 2016 (in Heilbronn). 2012 moderierte er in Heidelberg den ersten Deaf Slam, ein Poetry Slam für Gehörlose, Deutschlands.

## Programme
- seit 2018: „Kulturensohn“[3]

## Auszeichnungen
- 2011: deutschsprachiger Vizemeister im Poetry Slam (U20)
- 2013: deutschsprachiger Rap-Slam-Champion
- 2014: Martha-Saalfeld-Förderpreis
- 2014: deutschsprachiger Song-Slam-Champion
- 2016: deutschsprachiger Vizemeister im Poetry Slam (Team)

## Veröffentlichungen
- Philipp Herold (Hrsg.): Tintenfrische: 17 ausgewählte Texte der jüngsten aufstrebenden Slam Poeten. Lektora, 2012, ISBN 978-3-938470-90-9.
- Bas Böttcher, Wolf Hogekamp (Hrsg.): Die Poetry-Slam-Fibel: 20 Jahre Werkstatt der Sprache. Satyr, 2014, ISBN 978-3-944035-38-3.
- Jason Bartsch, Nils Früchtenicht (Hrsg.): Tintenfrische 2. Lektora, 2015, ISBN 978-3-95461-044-0.
- Michael Au, Alexander Wasner (Hrsg.): Gegend Entwürfe: Lesebuch für Literatur aus Rheinland-Pfalz. Luxbooks, 2015, ISBN 978-3-939557-86-9.
- Nik Salsflausen (Hrsg.): Afterwork mit Sisyphos. Satyr, 2017, ISBN 978-3-944035-87-1.
- Philipp Herold: Alles zu seiner Zeit. Lektora, 2018, ISBN 978-3-95461-125-6.
- Philipp Herold: Alles zu seiner Zwei: Slam Poetry & Spoken Word. Lektora, 2021, ISBN 978-3-95461-201-7.